# Правдюк Юрій Олексійович
Правдюк Юрій Олексійович (1924–2002) - український митець, засновник мистецтва музичного світложивопису, харківського Залу музичного світложивопису, школи художників світложивопису.

## Історія
У 60-х роках харків'янин Юрій Олексійович Правдюк після багатьох років експериментів створив принципово новий вид мистецтва – музичний світложивопис (далі за текстом - світложивопис). 

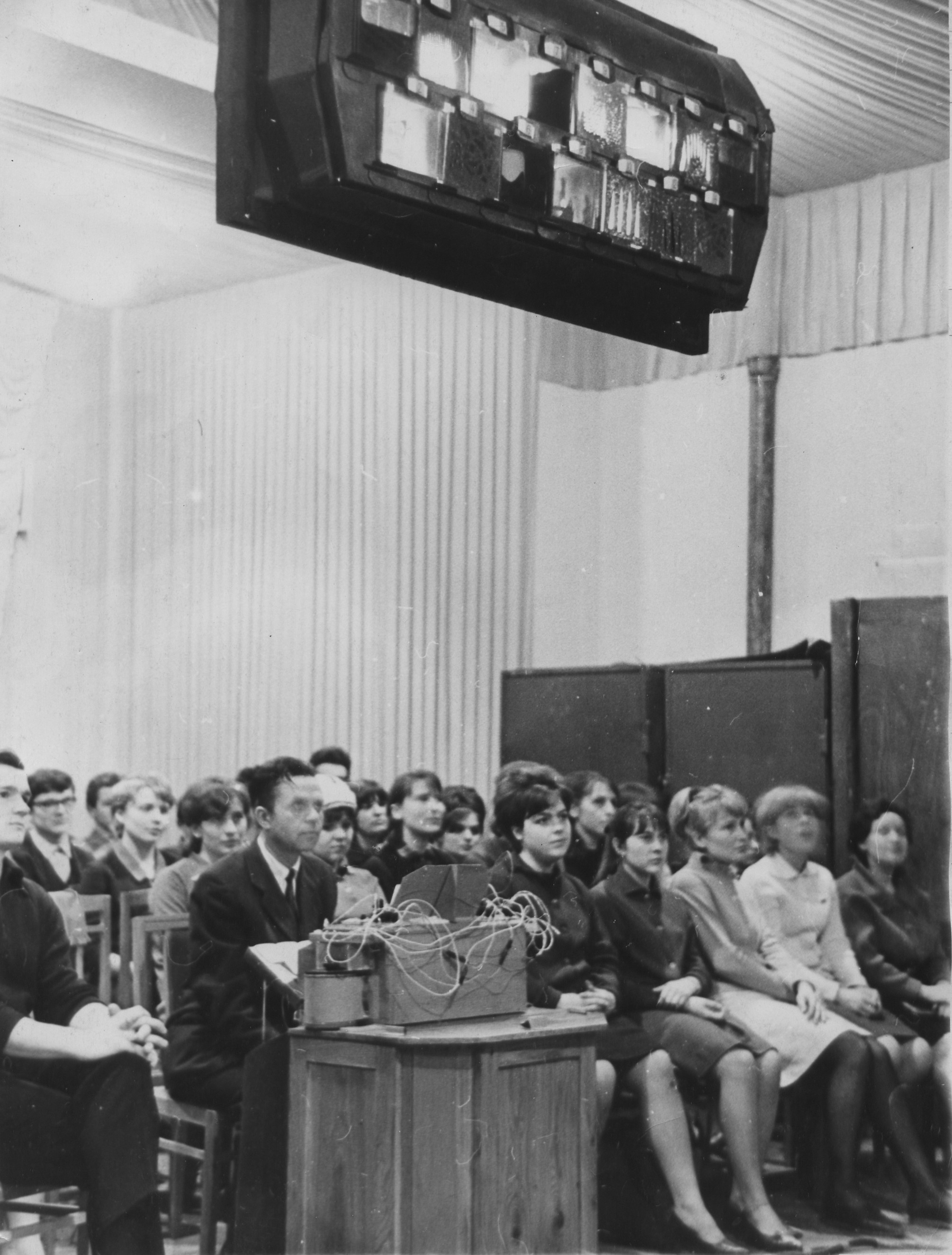
виступ Юрія Правдюка з концертом світложивопису у ДС ХПИ 1968-1969 (Харків, Україна)

У 1963 року, познайомившись із принципами роботи світломузикальних установок і переконавшись, що світломузика нічого спільного з мистецтвом немає, Ю.А. Правдюк почав шукати свій шлях поєднання кольору з музикою. Маючи музичну освіту і будучи ознайомленим з основами архітектури, він, зрештою, прийшов до синтезу музики з динамічним світложивописом.
Починаючи з 1966 року, він став показувати концерти музичного світложивопису у своєму будинку, а потім, за рекомендацією ректора харківського інституту мистецтв композитора В. Нахабіна, концерти стали відбуватися у Палаці студентів харківського політехнічного інституту (на громадських засадах).

## Відкриття залу світложивопису
Керівництво ЦПКіВ ім. Горького запропонувало групі Ю.А. Правдюка відкрити в парку зал музичного світложивопису на професійній основі. Зал було відкрито у вересні 1969 р. Павільйон, виділений для зали, був літнього типу, тому концерти проходили у ньому із травня до жовтня. Цілий рік зал був відкритий для туристів, що прибувають по лінії екскурсійного бюро міста.

## Вибрані твори
- Т. Альбіноні, «Адажіо».
- С. Барбер, "Адажіо".
- І.-С. Бах, прелюдія і фуга № 10.
- Л. Бетховен, симфонія № 7, ч. 2; соната №14, ч. 1;
- В. А. Моцарт, Турецький марш.
- В. Борисов, Сюїта на українські теми.
- Г. Берліоз, сцени із «Фантастичної симфонії».
- Р. Вагнер, увертюра до опери "Тангейзер"; Жалобний марш із опери «Загибель богів»; Політ Валькірій з опери «Валькірія».
- Г. Гендель, "Арія".
- Х. Глюк, "Мелодія".
- О. Дворжак, Слов'янський танець №2; "Циганська мелодія".
- К. Дебюссі, «Місячне світло».
- Ж. Жарр, "Egvinox".
- Ф. Ліст, 2-а Угорська рапсодія.
- Ф. Мендельсон, дві пісні без слів.
- В. Моцарт, "Реквієм", ч. 4,5,6,7.
- С. Прокоф'єв, вальс із опери «Війна та мир»; Пречіпітато.
- М. Равель, «Шибениця»; Адажіо.
- С. Рахманінов, 2-й концерт для фортепіано з оркестром, ч. 1.
- О. Респігі, Сюїта на теми лютневої музики 16 століття.
- П. Сарасате, «Циганські наспіви».
- Г. Свиридов, "Романс".
- К. Сен-Санс, "Лебідь".
- Р. Вейкман, "Арія".
- А. Хачатурян, танець із шаблями з балету «Гаяне».
- П. Чайковський, "Італійське каприччіо"; з циклу «Пори року»: Білі ночі, Пісня жайворонка, Осіння пісня.
- Ф. Шопен, ноктюрн до-дієз-мінор.
- Д. Шостакович, концерт №1 для скрипки з оркестром, ч. 3,4; симфонія № 11 «9 січня»; симфонія №7 ч. 1.
- Ф. Шуберт, "Ave Maria".
- Н. Рибніков, рок-опера «Юнона й Авось».

### Статьи Ю.А.Правдюка
1. Правдюк Ю.А. Музыка рождает цвет / Ю.А.Правдюк // Рабочая газ. – 1970. – 17 сент. – (Об интересном).
2. Правдюк Ю.А. Как “поет” радуга / Ю.А.Правдюк // Правда Украины. – 1972. – 29 окт.
3. Правдюк Ю.О. Горизонти “співучого світла” / Ю.О.Правдюк // Соціаліст. Харківщина. – 1973. – 7 січ.
4. Pravdyuk Yury. Musical Light-Painting and the Phenomenon of Form-Movement / Yury Pravdyuk  // Leonardo (USA). – 1994. – Vol. 27, No. 5. – P. 379-381. – Назв. ст. на рус. яз.: Музыкальная светоживопись и феномен формодвижения.

### Публикації о Ю.А.Правдюке і мистецтві музичного світложивопису
Светомузыка // Музыкальная энциклопедия. – М., 1978. – Т.4. – Стб. 879-883. Згадується Ю.А.Правдюк.
Цветомузыка // Большая советская энциклопедия. – М., 1978. – Т. 28. – С. 466. Згадується Ю.А.Правдюк.
Цветомузыка // Украинская советская энциклопедия. – К., 1985. – Т. 12. – С. 129. Згадується Ю.А.Правдюк.

#### 1966
Казак В. Энтузиаст цветомузыки / В.Казак // Крас. знамя. – 1966. – 19 июня: фот.
Казак В. Захоплення Юрія Правдюка / В.Казак // Культура і життя. – 1966. – 7 серп.: фотогр.
Лемешева Л. Музыкальное чудо: [О домаш. концертах Ю.А.Правдюка] / Л.Лемешева // Комсомол. знамя. – 1966. – 7 мая.

#### 1967
Казак В. На радость людям: Еще раз о цветомузыке / В.Казак // Крас. знамя. – 1967. – 22 марта.

#### 1968
Звоницький Е. Веселка в концертному залі: [Про діяльн. Ю.О.Правдюка у Палаці студентів ХПІ] / Е.Звоницький // Знання та праця. – 1968. – № 1. – С. 27: схеми.
Полевой В. Шляхи кольоро-музичного синтезу / В.Полевой // Мистецтво. – 1968. – № 4. – С. 22-23: фотогр. – Бібліогр.: 4 назви. Є інформація о разработках Ю.А.Правдюка.
Слушаю цвет!: [О демонстрации работы цветомуз. установки Ю.А. Правдюка во Дворце студентов ХПИ] // Техника – молодежи. – 1968. – № 6. – С. 17. – (Время искать и удивляться).

#### 1969
Гончаров О. Зал кольорової музики [відкрито в ЦПКіВ ім. Горького у Харкові] / О.Гончаров // Культура і життя. – 1969. – 16 листоп.
Красильников Е. Цвет и музыка: [Корот. сообщ. об открытии зала светоживописи] / Е.Красильников // Известия. – 1969. – 2 окт.
Орлов В. Музика оживає у барвах / В.Орлов // Вечір. Харків. – 1969. – 3 січ.
Премьеры цветомузыки: [Об открытии зала светоживописи] // Неделя. – 1969. – № 51 (15-21 дек.).
Свєчкарьов В. “Я бачив … музику” / В.Свєчкарьов // Ленін. зміна. – 1969. – 4 жовт.
У цветовых истоков музыки // Техника – молодежи. – 1969. – № 7. – С. 16-18: ил. – Из содерж.: Рассказывают конструкторы [Ю.Правдюк, М.Малков, И.Тохадзе, Б.Галеев, С.Зорин и др.].
Цвет и музыка: [Открытие зала светоживописи] // Правда Украины. – 1969. – 28 сент.
Шумакова Н. Знову про кольорову музику / Н.Шумакова // Вечір. Харків. – 1969. – 11 жовт.

#### 1970
Брюгген В. На грані двох мистецтв: [Про діяльн. Ю.О.Правдюка] / В.Брюгген // Культура і життя. – 1970. – 23 лип.
Галеев Б. Свет – музыка – архитектура / Б.Галеев // Декоратив. искусство СССР. – 1970. – № 6. – С. 12-17: фот. Є інформація про роботу Ю.А. Правдюка.
Полевой В. Колір і музика / В.Полевой // Музика. – 1970. – № 3. – С. 36-37. – Бібліогр.: 11 назв. Є інформація о досягненнях  Ю.А.Правдюка.
Фідчунова М. Музика – в кольорі: В Харкові відкрито перший в країні концерт. зал кольоромузики / М.Фідчунова // Радян. Україна. – 1970. – 9 січ.

#### 1971
Мельников Л. Цветомузыка сегодня / Л.Мельников // Декоративное искусство СССР. – 1971. – № 11. – С. 49-50. Є інформація про роботу Ю.А.Правдюка.

#### 1972
29. Галеев Б.М. Энтузиасты светомузыки – 100-летию А.Н. Скрябина / Б.М.Галеев // Радио. – 1972. – № 1. – С. 24, 28: фот. Є інформація о разработках  Ю.А.Правдюка.
Коваль-Бобровская М. Союз искусств: [О концертах в зале светоживописи] / М.Коваль-Бобровская // Известия. – 1972. – 12 янв.
Савельєв С. Сім кольорів … музики / С.Савельєв // Соціаліст. культура. – 1972. – № 3. – С. 33.

#### 1975
Хохлачев В. Гармония звука и цвета: [О новой концерт. прогр. Ю.А.Правдюка] / В.Хохлачов // Крас. знамя. – 1975. – 18 мая. – (Из репортер. блокнота).

#### 1977
Полевой В. Про концерти музичного світлодинамічного живопису в Харкові / В.Полевой // Укр. музикознавство. – 1977. – № 12.

#### 1980
Влад М. Мистецтво музичного світложивопису: З погляду письменника / М.Влад // Літ. Україна. – 1980. – 12 груд.
Чаєнко Т. Це незвичайне мистецтво: [Можливості кольоромузики] / Т.Чаєнко // Ленін. зміна. – 1980. – 2 лют.

#### 1987
Войнич Л. Наполним зримой музыкой сердца: [К 20-летию студии светоживописи Дворца студентов ХПИ] / Л.Войнич  // Крас. знамя. – 1987. – 28 янв.: фот.
Галеев Б. Хотите увидеть музыку? / Б.Галеев  // Совет. культура. – 1987. – 21 июля. Є інформація про роботу Ю.А. Правдюка.
Румянцева И. Чудо музыки и света / И.Румянцева // Крас. знамя. – 1987. – 10 нояб.

#### 1989
Тихонова І. Коан / І.Тихонова // Вечір. Харків. – 1989. – 5 серп.

#### 1997
Мажейка Е. Светящаяся музыка / Е.Мажейка // Гор. газ. – 1997. – 20 нояб.: фот.

#### 1999
Музика // Рідний край: Навч. посіб. з народознавства / За заг. ред. І.Ф.Прокопенка. – 2-ге вид., випр. і доп. – Х., 1999. – С. 311-332.
С. 313-314: Про музичний світложивопис Ю.О.Правдюка.

#### 2002
Долганова И. Искусство светоживописи / И.Долганова // Объектив-Но. – 2002. – 20 июня. – (Память).